# Mirosław Koziura
Mirosław Koziura (ur. 22 listopada 1953 w Sosnowcu) – polski urzędnik.

## Życiorys
W 1968 roku rozpoczął naukę w Technikum Hutniczo-Mechanicznym w Sosnowcu, które ukończył w 1973 r. Po maturze rozpoczął studia na Wydziale Górniczym Politechniki Śląskiej w Gliwicach, uzyskując w 1978 roku dyplom mgr. inż. górnika w specjalności podziemna eksploatacja złóż. Już w tym okresie zaczęło się rozwijać jego zamiłowanie do gry w szachy, które przekazał mu ojciec – wieloletni amator szachowy. Pierwszym sukcesem na tym polu, jeszcze w toku odbywania studiów, było zwycięstwo w turnieju o Puchar Dyrektora KWK „Niwka-Modrzejów”. Potem nastąpiły kolejne, gdy był czynnym zawodnikiem szachowym w Klubie Sportowym „Zagłębianka” w Będzinie.
W 1985 r. został zatrudniony w Okręgowym Urzędzie Górniczym w Sosnowcu. Do 1995 r. pracował tam na stanowisku nadinspektora – kierownika grupy inspekcyjnej.
W 1995 r. rozpoczął pracę w Wyższym Urzędzie Górniczym w Departamencie Górnictwa, gdzie m.in. pełnił funkcję zastępcy dyrektora. Następnie 1 marca 2008 r. został powołany na stanowisko Wiceprezesa Wyższego Urzędu Górniczego, a z dniem 16 czerwca 2014 r. Prezes Rady Ministrów powołał go na stanowisko Prezesa WUG. Jako Prezes WUG skuteczność organów nadzoru górniczego upatrywał nie tylko w działalności nadzorczo-kontrolnej, ale także w promowaniu wiedzy i najlepszych praktyk w dziedzinie bhp, gospodarki złożem i ochrony środowiska w górnictwie. Przez wiele lat pełnił funkcję redaktora naczelnego miesięcznika WUG „Bezpieczeństwo Pracy i Ochrona Środowiska w Górnictwie”.
W okresie swojej pracy zawodowej uzyskał m.in. stopień Generalnego Dyrektora Górnictwa. W 2014 r. został uhonorowany nagrodą im. Haliny Krahelskiej.
W 2016 roku Regionalna Izba Gospodarcza w Katowicach przyznała mu Złoty Laur Umiejętności i Kompetencji w kategorii „Menedżer, Lider społeczno-gospodarczy”.
Pracę na stanowisku Prezesa Wyższego Urzędu Górniczego zakończył w 2016 roku i przeszedł na emeryturę.